# نظرية القيادة الظرفية
تعد نظرية القيادة الطارئة في الدراسات التنظيمية نوع من أنواع نظرية القيادة وتعدّ أسلوب قيادة ونموذج القيادة الذي يفترض أن أساليب القيادة متناسقة مع ظروف مختلفة. كما ويشار إليها كنظرية القيادة الظرفية، على الرغم أنه معروف أصلاً أن مصطلح النظرية الظرفية أكثر تقييداً. النظرية الظرفية الأصلية تعدّ أن أفضل أنواع القيادة يحدد تماماً بمتغيرات الظروف.
القيادة الظرفية هي علامة تجارية مسجلة لدى مؤسسة الدراسات القيادية.

## أساليب القيادة
هناك أساليب كثيرة من القيادة حالياً. أول أسلوب هو أسلوب قيادة الصفقات أو القيادة التسلطية والتي تركز على القوة والمكانة. أسلوب القيادة الثاني هو القيادة الكاريزمية أو التأثيرية حيث أنها تركز على «الصفات الفريدة المحيطة بالكاريزما». وكأسلوب قيادة ثالث فهنالك القيادة التعددية والتي تدور حول اتخاذ القرار الجماعي، فهذا الأسلوب يقيّم آراء الآخرين. نظرية القيادة الظرفية تقول أن ليس هناك أسلوب قيادة واحد ينطبق على جميع ظروف مكان العمل. بالأحرى، «أكد العلماء أن القادة الفعّالين يغييرون أساليب قيادتهم لمناسبة الوضع»  وبالتالي، أسلوب القائد يتغير مع الظروف التي يواجهها ومع البيئة التي هو فيها. فتقترح النظرية أنه ليس فقط من الممكن للقادة تيغير أسلوب قيادتهم بل ينبغي عليهم ذلك اعتماداً على الحالة التي تكون في متناول اليد.
وفقاً لدراسة حديثة، الاستخدام الناجح للقيادة الظرفية «يعتمد على الفعالية في أربعة عناصر اتصال: توقعات التواصل، والاستماع، والتفاوض، وتوفير التغذية الراجعة» 
هناك العديد من الطرق التي يؤثر فيها الظرف على أسلوب قيادة المشرف الذي من شأنه أن يوظفه. في دراسة دور الظرف في القيادة، بين د. فيكتور ه. فروم ود.آرثر ج. ياغو ثلاثة أدوار متميزة حيث الظرف يؤثر على القيادة. الدور الأول الذي يلعبه الظرف في التأثير على القيادة هو أن الظروف خارج سيطرة القائد قد تؤثر على فعالية المنظمة العامة. فغالباً عندما تكون المنظمة في مأزق تضع اللوم على القادة. وفي كثير من الأحيان هؤلاء القادة لديهم درجة سيطرة قليلة أو معدومة على حالة المنظمة. ومع ذلك، عند قياس فعالية القائد في مثل هذه الحالات يجب على المرء أن ينظر في كيفية رد القائد على ما يمكن أن يتحكم فيه مثل مرؤوسيهم.
النتيجة الثانية التي توصل إليها فروم وياغو هي أن الظروف تشكل كيفية تصرف القادة. وفقاً لفروم وياغو، «يبين بحثهما أن الظرف الحالي يؤثر حوالي ثلاثة أضعاف ما تؤثره الفروق الفردية». وتمثلت النتيجة الثالثة والأخيرة من فروم وياغو بأن الظروف تؤثر على النتائج المترتبة على سلوك القائد. وفقاً لفروم وياغو «نمط القيادة التي تكون فعالة في ظرف معين، قد تكون غير فعالة تماماً في ظرف مختلف» (فروم وياغو). وهكذا، فإن اختيار أسلوب القيادة يمكن أن يسفر عن نتائج إيجابية أو سلبية على حد سواء بالاعتماد على الظرف في تلك الحالة.
تسمح نظرية القيادة الظرفية للقادة اتخاذ اختيار يبين فعاليتهم. على الرغم من أن هذا الأسلوب من القيادة جديد، فإنه يعد ناجح للغاية. وبالتالي، فإن القادة الذين يتبعون النموذج الظرفي يعدّون قادة ناجحين. الرضى الوظيفي والرغبة في العمل والأداء يصنفون تصنيفاً عالياً في القيادة الظرفية.

## الأصول
النظرية الظرفية الأصلية ظهرت كرد فعل لنظرية الخواص القيادية. العلماء الاجتماعيون يقولون بأن التاريخ هو أكثر من نتيجة تدخل الرجال العظماء كما اقترح توماس كارليل (1841)، وهذا جاء رفضاً لنظرية الرجال العظماء خاصته.  هربرت سبنسر (1884) قال أن الوقت ينتج الشخص وليس العكس. هذه النظرية تفترض أن الحالات المختلفة تستدعي خصائص مختلفة، وطبقاً لهذه المجموعة من النظريات، لا يوجد تعريف واحد أمثل للقائد من ناحية صفاته الشخصية وقيمه. وفقاً لجون هيمفيل (1949)، النظرية تقول بأن «ما يتصرف به الفرد كقائد يعتمد لحد كبير على خصائص الوضع الذي كان فيه.» 

## نظرية الطوارئ
في أواخر الخمسينات، بدأ أصحاب النظريات تجميع مناهج الخواص والظروف. كانوا يقولون بأن أسلوب القيادة المرتبط بالظرف، يصنف أحياناً كنظرية قيادة الطوارئ. هنالك أربعة نظريات للقيادة الظرفية أو الطارئة تبدو أكثر بروزاً في السنوات الأخيرة: نموذج فيدلر لحالات الطوارئ، و نموذج قرار فرو م- يتون، و نظرية مسارالهدف، و نظرية هيرسي - بلانشارد الظرفية.

## الروابط الخارجية
- مركز الدراسات القيادية
- مؤسسة الخدمات الظرفية